# 库南-波沙普拉事件
库南-波沙普拉事件是据称发生在1991年2月23日的集体强奸事件，当时印度安全部队在受到武装分子的射击后，在克什米尔庫普瓦拉縣的库南和波沙普拉两个村庄展开了搜索行动。该社区的居民表示，武装分子向附近的士兵开枪，这促使了这次行动。一些村民声称，据说那天晚上许多妇女被士兵强奸。地方法官视察后向警察局提交的第一信息报告中称遭到强奸的妇女人数为23人。但人权观察组织声称这个数字可能在23到100之间。这些指控被军队否认。政府认为证据不足，并发表声明谴责这些指控是恐怖主义宣传。

## 另请参见
- 印控喀什米爾獨立運動時期的強姦